# SS Murata
Società Sportiva Murata ist ein san-marinesischer Fußballverein aus Murata, einem Ortsteil (Curazia) der Stadt San Marino.

## Geschichte
Der Verein wurde 1966 gegründet. Er gehörte 1985 zu den 17 Mannschaften, die an der ersten Meisterschaft, die in der Serie A1 ausgespielt wurde, teilnahmen. Dabei entging der Klub mit zwei Punkten Vorsprung nur knapp dem Abstieg. 1988 musste dann dennoch der Gang in die Zweitklassigkeit angetreten werden, als man nur Vorletzter wurde. Allerdings gelang der sofortige Wiederaufstieg und in den folgenden Jahren belegte man Mittelfeldplätze. 1993/94 qualifizierte der Klub sich erstmals für die Meisterschaftsplayoffs, schied jedoch mit einer 1:3-Niederlage im ersten Spiel gegen den FC Domagnano aus.
Der erste Titelgewinn gelang 1997, als SS Virtus im Pokalfinale mit 2:0 geschlagen werden konnte. In den folgenden Jahren schaffte man in der Meisterschaft mehrmals die Qualifikation für die Playoffs, schied jedoch regelmäßig in der ersten Runde aus. Erst in der Saison 2000/01 konnte man weiterkommen, Endstation war im Halbfinale nach einem 0:1 gegen SS Cosmos. Seit 2003 erreichte der Klub jedes Mal die Endrunde und 2005 stand SS Murata erstmals im Finale. FC Domagnano setzte sich allerdings mit 1:2 durch.
In der folgenden Saison gelang als Tabellenführer des Girone B die Qualifikation für die Endrunde, in der man ungeschlagen blieb und durch ein Tor von Alex Gasperoni gegen den Finalgegner SS Pennarossa zum ersten Mal san-marinesischer Meister wurde.
Im Jahr 2007 gelang der Mannschaft der zweite Pokalsieg, nachdem sie im Finale Libertas Borgo Maggiore mit 2:1 schlagen konnten
Im Jahr 2007 nahm Murata auch zum ersten Mal in der Geschichte (überhaupt nahm zum ersten Mal ein Verein aus San Marino an der Championsleague-Qualifikation teil) an der Championsleague teil.
In der ersten Qualifikationsrunde trafen sie auf den finnischen Meister Tampere United. Zuhause ging man sogar mit 1:0 in Führung, doch Tampere konnte das Spiel mithilfe zweier Tore in der 2. Halbzeit noch drehen. Dennoch war dies eine starke Leistung.
Im Rückspiel in Finnland unterlagen die San Marinesen Tampere United mit 0:2.
Im Jahr 2008 nahm Murata wieder an der Champions-League-Qualifikation teil. Gegner in der ersten Qualifikationsrunde ist der schwedische Meister IFK Göteborg. Für diese beiden Spiele wollte Murata den siebenmaligen Formel-1-Weltmeister Michael Schumacher unter Vertrag nehmen.
Bekanntester Spieler der Vereinsgeschichte ist der Brasilianer Aldair. Der dreifache Weltmeisterschaftsteilnehmer schloss sich 2007 der Mannschaft an.

## Erfolge
- San-marinesische Meisterschaft (3): 2006, 2007, 2008
- San-marinesischer Pokal (3): 1997, 2007, 2008
- San-marinesischer Supercup (3): 2006, 2008, 2009

## Europapokalbilanz
| Saison  | Wettbewerb            | Runde                  | Gegner         | Gesamt | Hin     | Rück    |
| ------- | --------------------- | ---------------------- | -------------- | ------ | ------- | ------- |
| 2006/07 | UEFA-Pokal            | 1. Qualifikationsrunde | APOEL Nikosia  | 1:7    | 1:3 (A) | 0:4 (H) |
| 2007/08 | UEFA Champions League | 1. Qualifikationsrunde | Tampere United | 1:4    | 1:2 (H) | 0:2 (A) |
| 2008/09 | UEFA Champions League | 1. Qualifikationsrunde | IFK Göteborg   | 0:9    | 0:5 (H) | 0:4 (A) |

Gesamtbilanz: 6 Spiele, 6 Niederlagen, 2:20 Tore (Tordifferenz −18)